# Mistinguett, reine des années folles
Mistinguett, reine des années folles est une comédie musicale française présentée au Casino de Paris à partir du 18 septembre 2014. Fort de son succès le spectacle est prolongé au Théâtre Comédia à Paris du 17 avril 2015 au 3 janvier 2016.

## Fiche technique
- Titre :  Mistinguett, reine des années folles
- Livret : François Chouquet, Jacques Pessis et Ludovic-Alexandre Vidal
- Musique : Jean-Pierre Pilot et William Rousseau
- Paroles : Vincent Baguian
- Mise en scène : François Chouquet
- Lumières : Xavier Lauwers
- Costumes : Frederic Olivier
- Casting : Bruno Berberes
- Chorégraphie : Guillaume Bordier
- Production : Albert Cohen, Jean-Marie Fournier et Audrey Cahen
- Dates de représentation :
  - 18 septembre 2014 au 18 janvier 2015 au Casino de Paris
  - 17 avril 2015 au 3 janvier 2016 au Comédia de Paris

## Distribution
- Carmen Maria Vega : Mistinguett
- Patrice Maktav : Léon Volterra
- Cyril Romoli : Jacques Charles
- Fabian Richard : Scipion, le voyou
- Mathilde Ollivier remplacée ensuite par MTatiana : Marie
- Grégory Benchenafi / Laurent Bàn : Harry Pilcer
- Jules Dousset : Zeze

## Discographie

### Singles
Le 17 mars 2014 sort le premier single Mon homme interprété par Carmen Maria Vega.
Le 30 mai 2014 sort le deuxième single Con-Vain-Cu interprété par Carmen Maria Vega.

### Album
L'album du spectacle, sorti le 2 juin 2014 comprend :
| No  | Titre                      | Interprète(s)                                                     | Durée |
| --- | -------------------------- | ----------------------------------------------------------------- | ----- |
| 1.  | Mon homme                  | Carmen Maria Vega                                                 |       |
| 2.  | Dingue des années folles   | Carmen Maria Vega, Cyril Romoli                                   |       |
| 3.  | Oser les larmes            | Carmen Maria Vega                                                 |       |
| 4.  | Paradis illico             | Carmen Maria Vega, Cyril Romoli, William Rousseau, Fabian Richard |       |
| 5.  | Con-Vain-cu                | Carmen Maria Vega                                                 |       |
| 6.  | Valse la chance            | Patrice Maktav                                                    |       |
| 7.  | Drôle mambo                | Fabian Richard                                                    |       |
| 8.  | C'est vrai                 | Carmen Maria Vega                                                 |       |
| 9.  | L'homme infâme             | Fabian Richard                                                    |       |
| 10. | Le seul vrai boss ici bas  | Cyril Romoli                                                      |       |
| 11. | Je cherche un millionnaire | Mathilde Ollivier                                                 |       |
| 12. | La valse renversée         |                                                                   |       |

## Anecdote
Le 3 juin 2014, un showcase a eu lieu au Casino de Paris en présence de la presse.

## Nomination
- Globe de cristal 2015 : Meilleure comédie musicale